# جرثوميات حامضية
جرثوميات حامضية (الاسم العلمي: Oxalobacteraceae) هي فصيلة من البكتيريا، سلبية الغرام، تتبع البيركهولدريات.